# Dřín švédský
Dřín švédský (Cornus suecica) je bylina s podzemním plazivým oddenkem a nápadnými listeny podpírajícími květenství. Vyskytuje se v severní Evropě, severním Japonsku, Kanadě a USA.

## Synonyma
svída švédská, dříneček švédský, Chamaepericlymenum suecicum, Cornella suecica

## Charakteristika
Dřín švédský je vytrvalá 10 až 25 cm vysoká bylina s podzemním plazivým a poněkud dřevnatějícím oddenkem. Listy jsou nahloučeny ve zdánlivém přeslenu na vrcholu lodyhy. Listy jsou 1 až 4 cm dlouhé, přisedlé, téměř okrouhlé, vejčité až eliptické, na vrcholu přišpičatělé, na bázi klínovité nebo zaoblené. Žilnatina je tvořena 2 až 3 páry postranních nervů. Na podzim se listy zbarvují červeně a posléze výhony odumírají téměř až k zemi. Květy jsou kalně tmavě červené. Květenství je podepřeno 4 bílými listeny o délce až 16 mm. V našich podmínkách kvete v červnu až červenci. Plody jsou kulovité, šarlatově červené, 5 až 10 mm velké peckovice.
Druh se vyskytuje v severní Evropě, severním Japonsku, v Kanadě a severních oblastech USA.

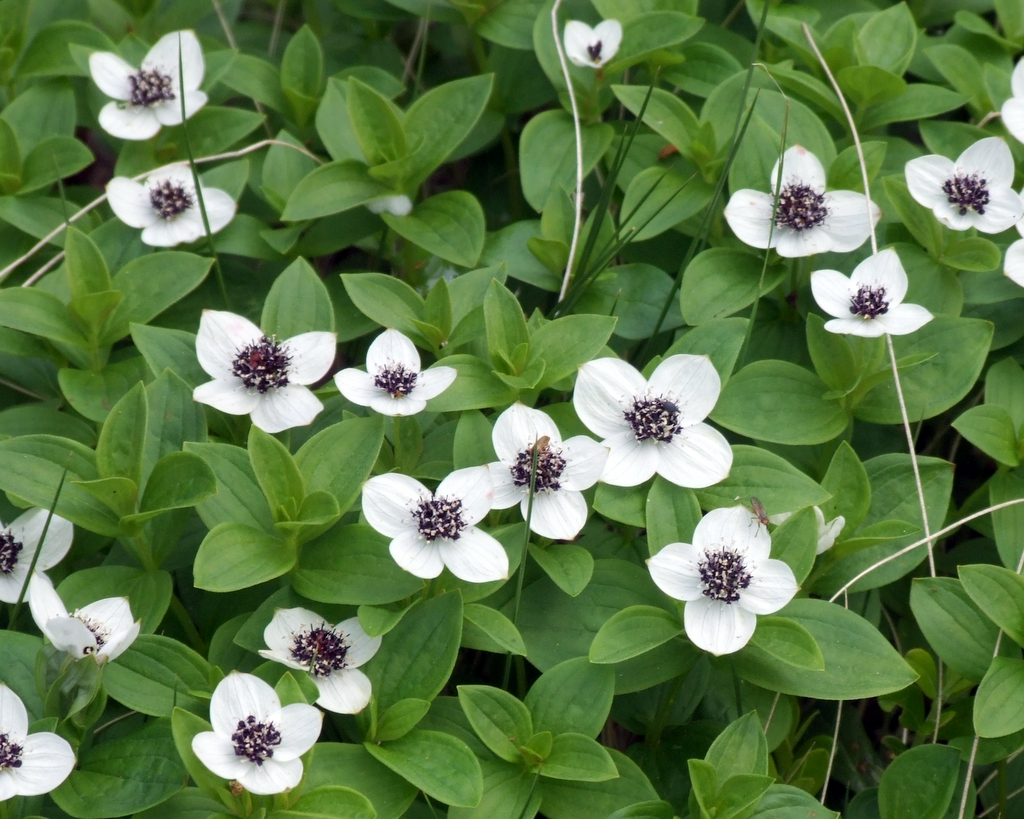
Porost kvetoucích rostlin
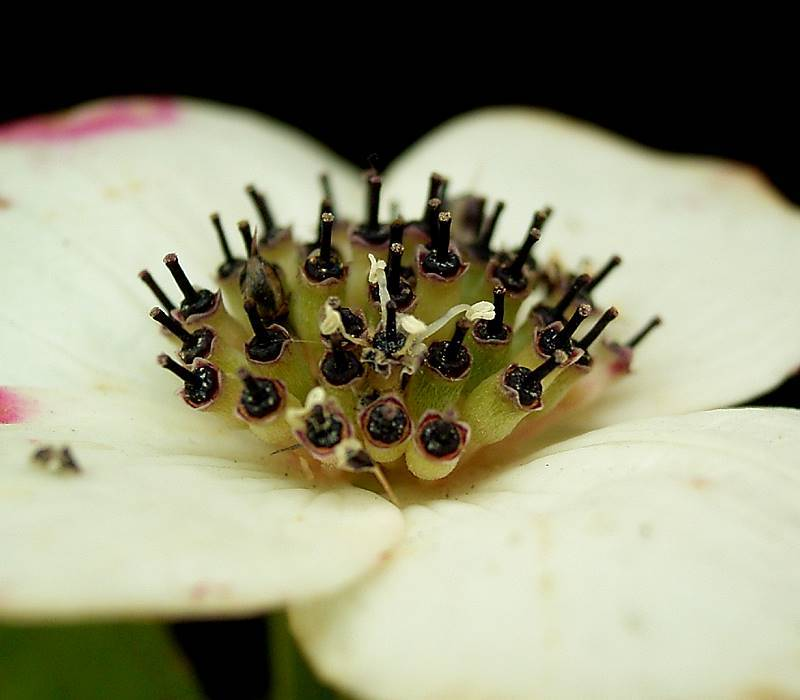
Detail květenství
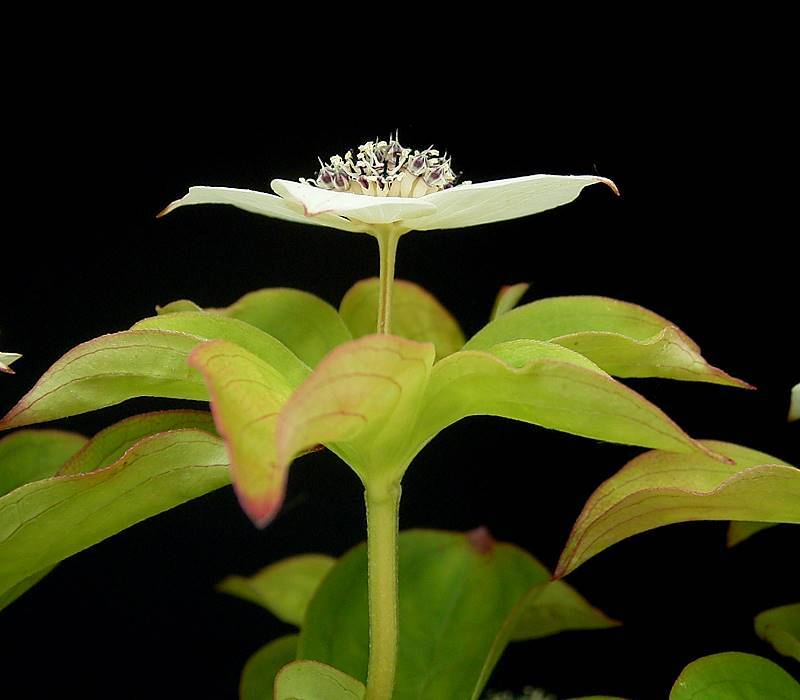
Rostlina zboku
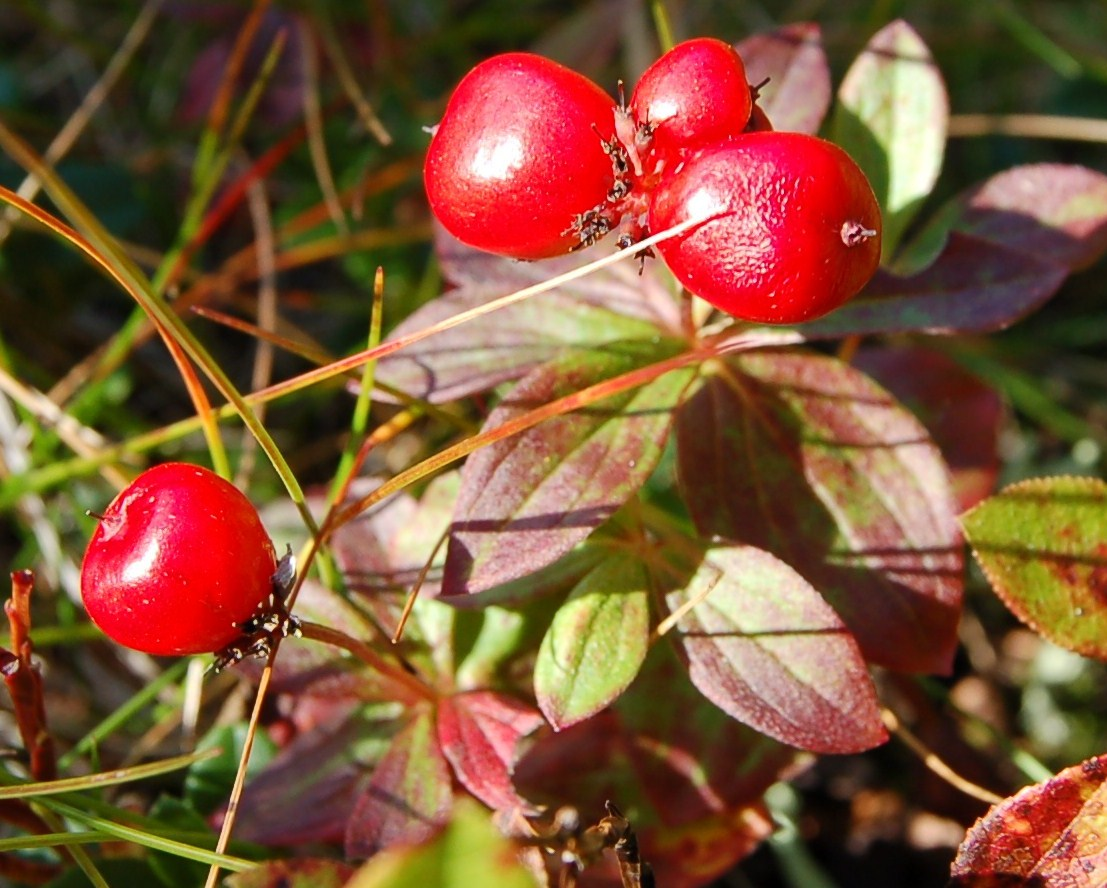
Zralé plody

## Taxonomie
Občas je pro dřín švédský používán český název svída švédská, který ovšem nemá oporu v taxonomii (viz heslo Dřín).
Z některých oblastí Severní Ameriky, kde se překrývají přirozené areály dřínu švédského a dřínu kanadského, je popsán jejich přirozený kříženec nazývaný Cornus x unalaschkensis.

## Využití
Dřín švédský je vzácně pěstován jako botanická zajímavost. Uváděn je např. ze sbírek botanické zahrady v Rakovníku.